# John Soane

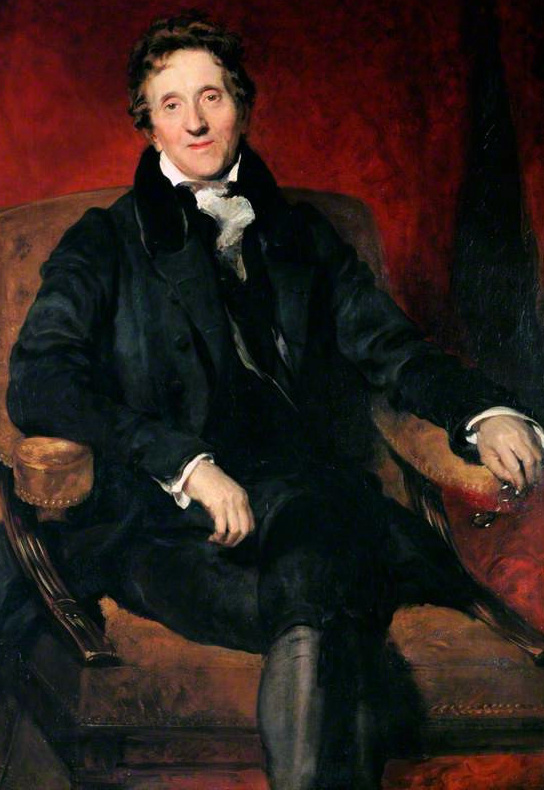
Portrait of Sir John Soane av Thomas Lawrence.

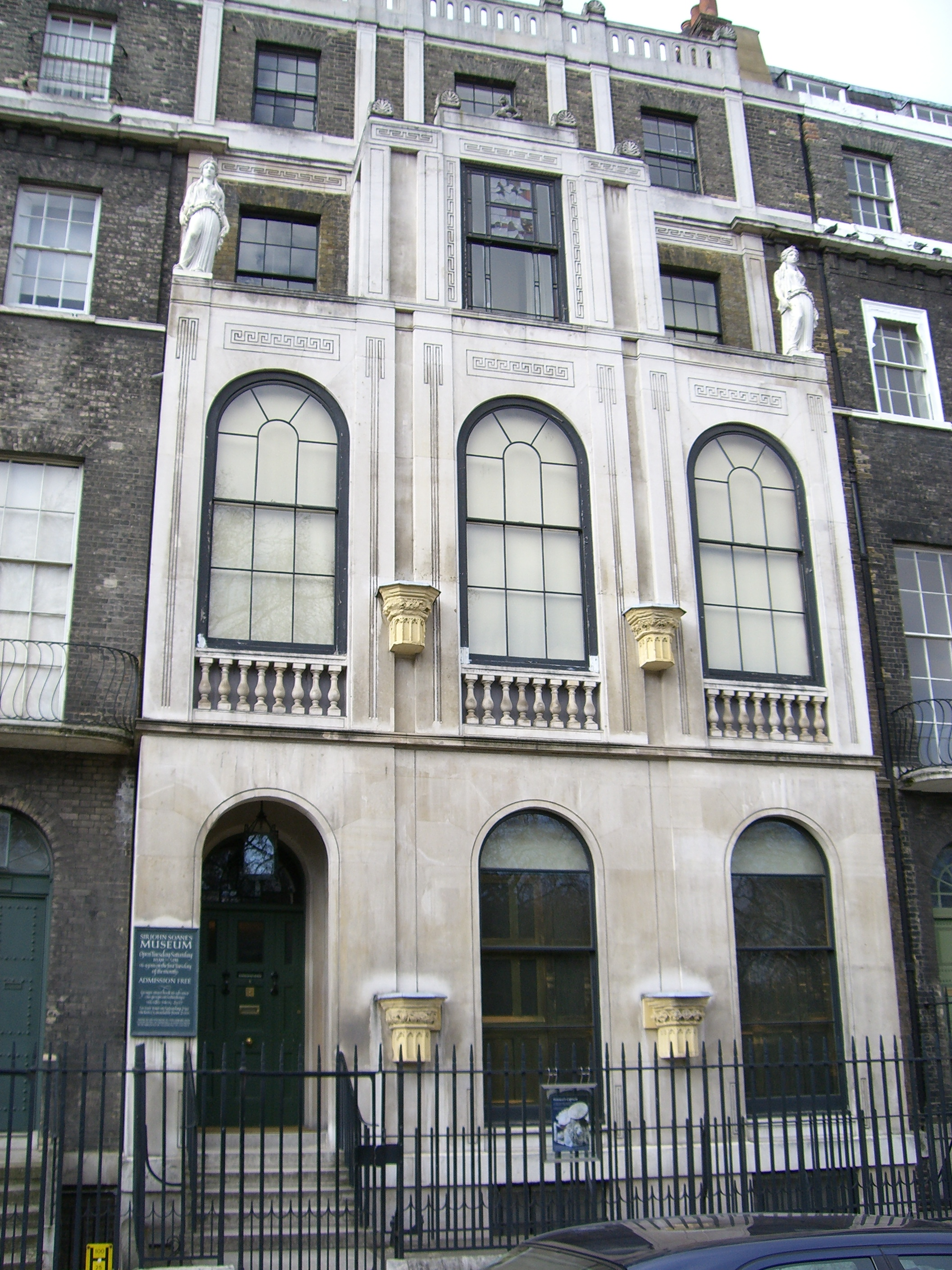
Sir John Soane's Museum, 13 Lincoln's Inn Fields, London.

John Soane, född 10 september 1753 i Goring-on-Thames, Oxfordshire, död 20 januari 1837 i London, var en brittisk arkitekt.

## Utbildning
John Soane var son till en murare och han själv arbetade som murarlärling i broderns byggnadsföretag i Chertsey från 1767. Mellan 1771 och 1778 bedrev han studier vid Royal Academys några år dessförinnan grundade arkitekturskola i London, där han erhöll guldmedalj 1776 och ett kungligt resestipendium 1777 för att studera vidare i Rom 1778–80.

## Gärning
John Soane räknas in under nyklassicismen i slutet av 1700-talet och början av 1800-talet. Han brukar tillsammans med sin lärare George Dance den yngre och John Nash sammankopplas med en stil som i England brukar kallas The picturesque som kännetecknas av ett mer informellt sätt att använda de klassiska förebilderna ibland oregelbundet och asymmetriskt. John Soanes verk var mycket personliga och han bildade ingen skola, utan kan betraktas som ett egensinnigt geni. Särskilt hur han arbetade med byggnaders ljusföring är anmärkningsvärt.
John Soanes främsta verk, vilket han arbetade med under lång tid från 1788, är Bank of England, en anläggning som revs på 1920-talet. Bland hans övriga verk märks matsalar till residensen 10 Downing Street och 11 Downing Street för Storbritanniens premiärminister respektive finansminister och Dulwich Picture Gallery.
Han restaurerade sitt eget residens vid Lincoln's Inn Fields i London. Han skapade en omfattande konstsamling och inrättade det egna Sir John Soane's Museum i detta. År 1835 skänkte han huset och museet till den brittiska staten tillsammans med 30.000 pund för underhåll och utvidgning.

## Byggnadsverk i urval
- Bank of England, London (1788-1823)
- Dulwich Picture Gallery, London (1811-14)
- Moggerhanger House, Bedfordshire (1809-11)
- Holy Trinity Church, Marylebone (1826-27)
- St. Peter's Church, Walworth (1823-24)
- Soane's house, Lincoln's Inn Fields i London, nu museum (1792-1824)
- Piercefield House (1785-93)
- Pitzhanger Manor (1800-03)
- Royal Belfast Academical Institution (1809-14)
- Royal Chelsea Hospital (1809-17)
- St. John's Church, Bethnal Green (1826-28)

## Fotogalleri

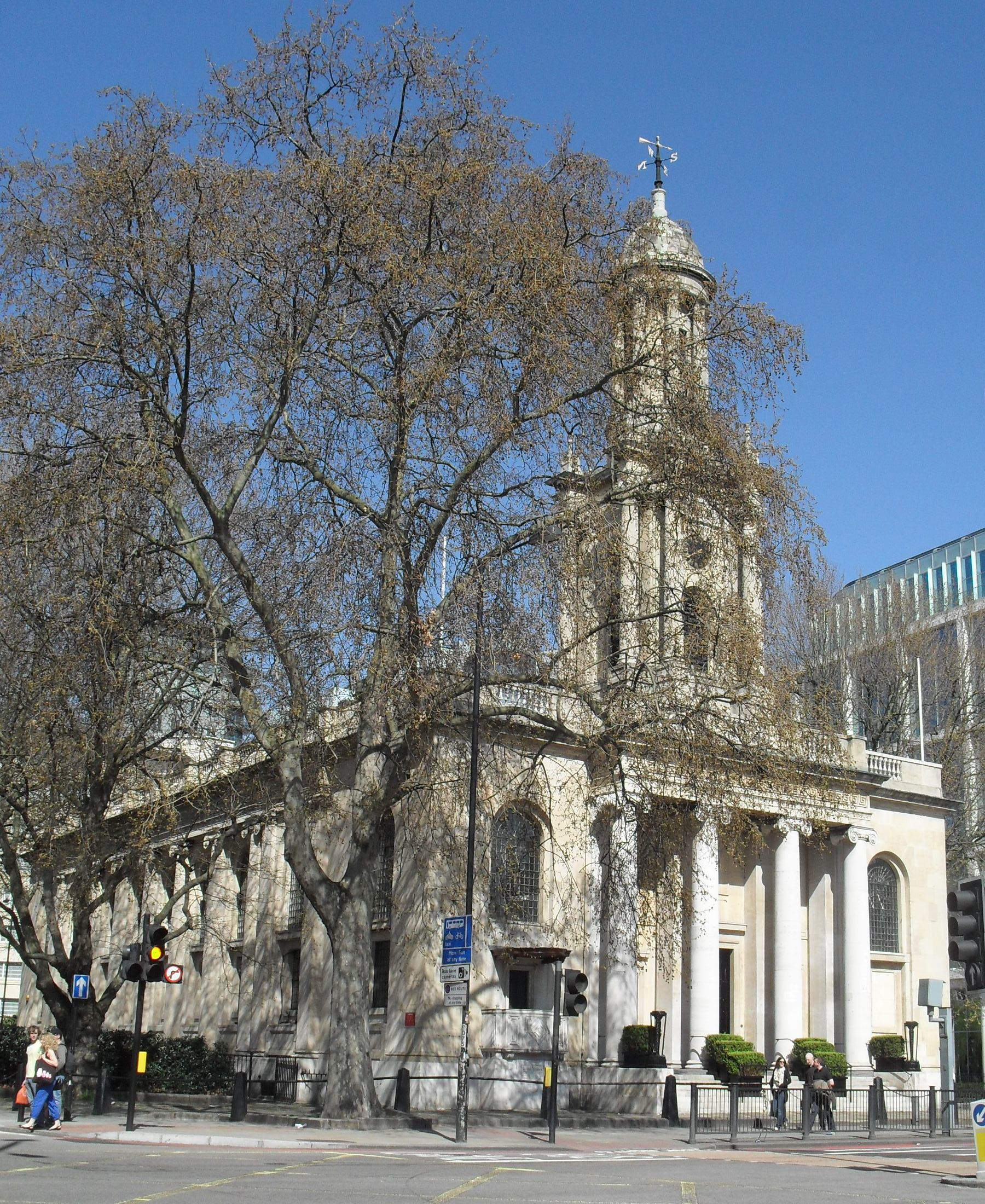
Holy Trinity Church, Marylebone Road i London
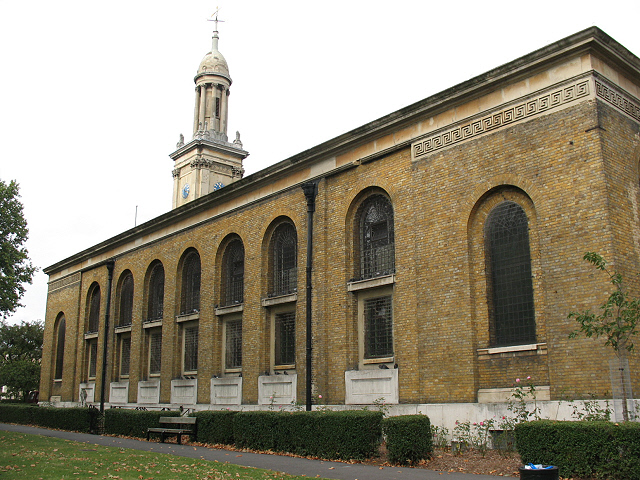
St Peter's Walworth, sydsidan
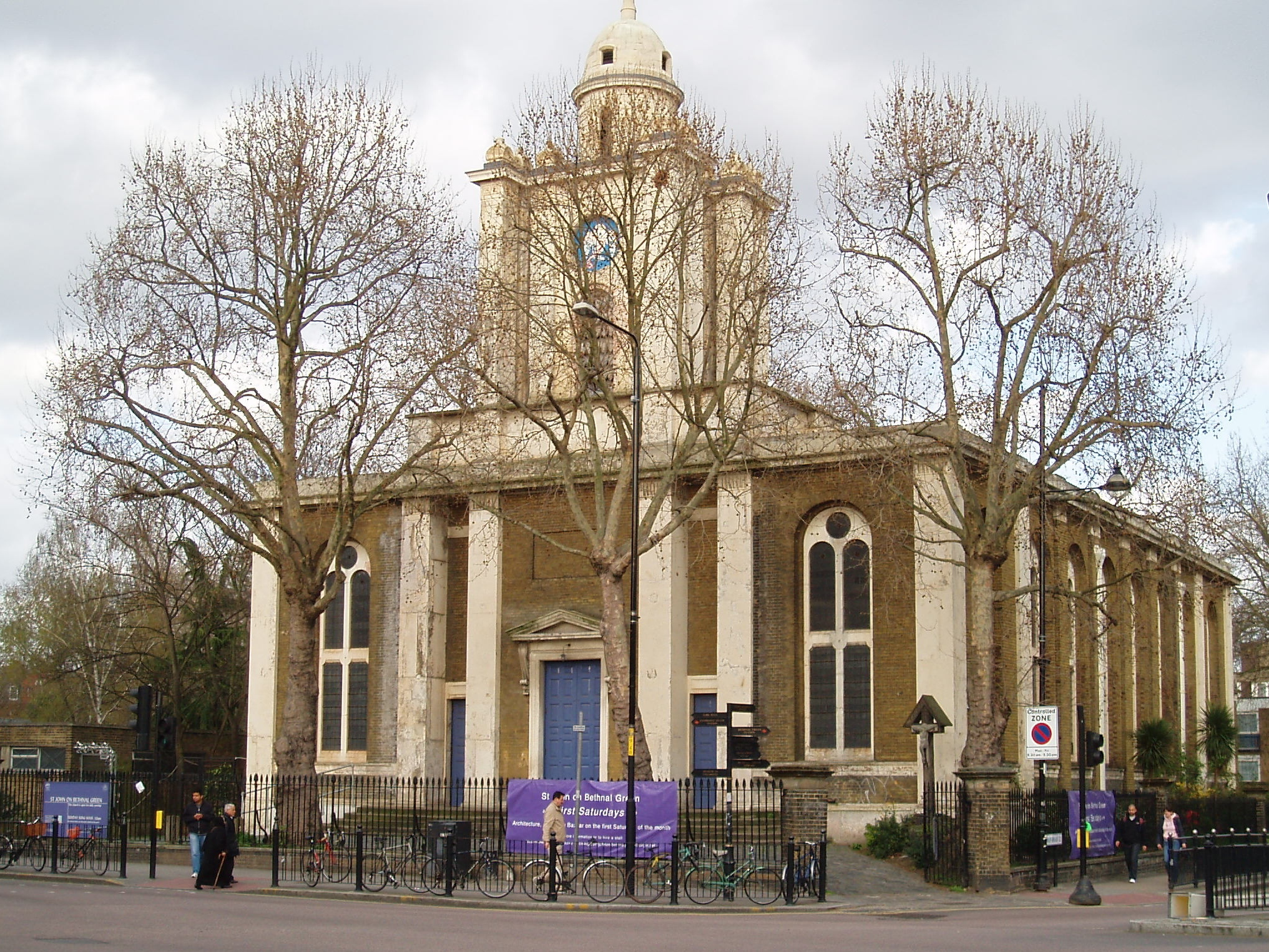
St.John's Church i Bethnal Green
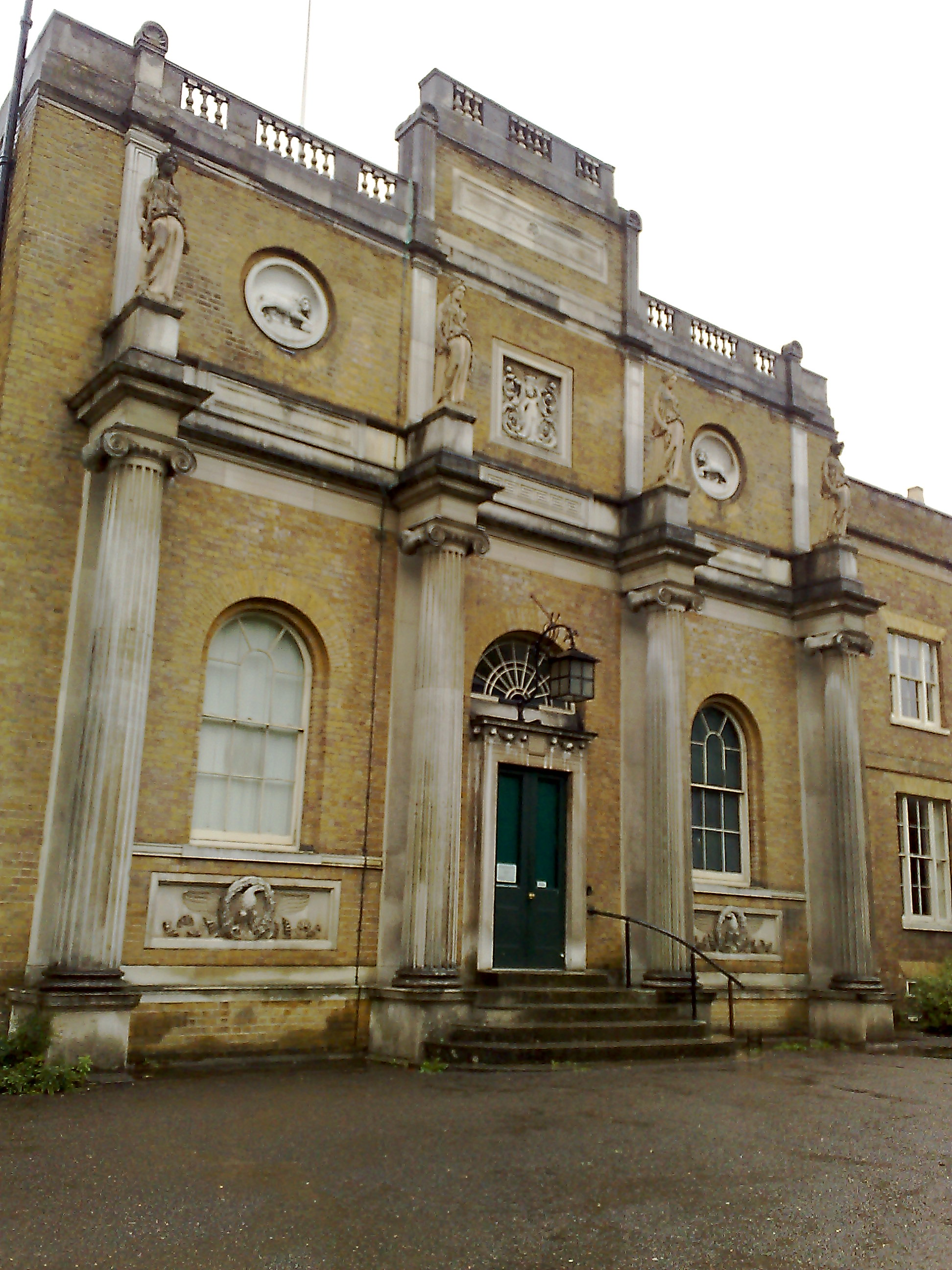
Pitzhanger Manor
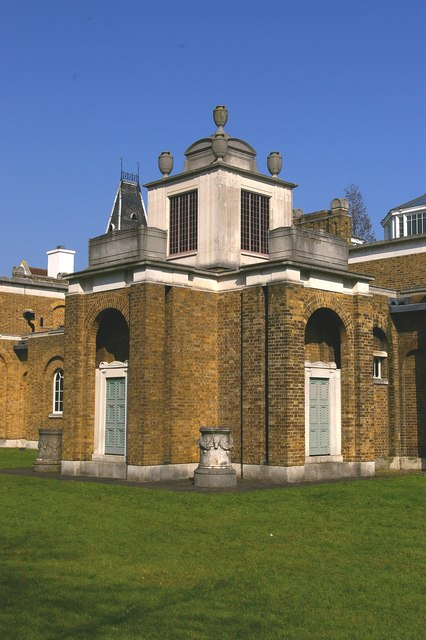
Dulwich Picture Gallery
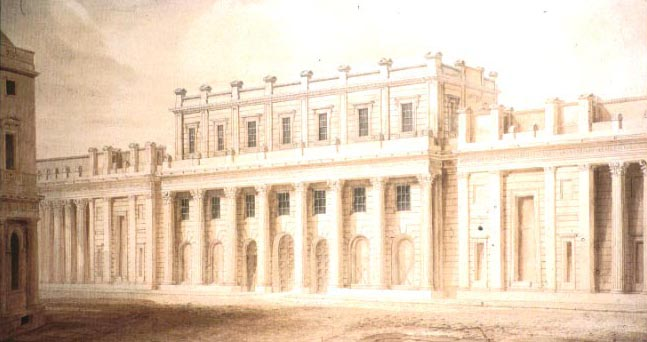
Bank of Englands fasad
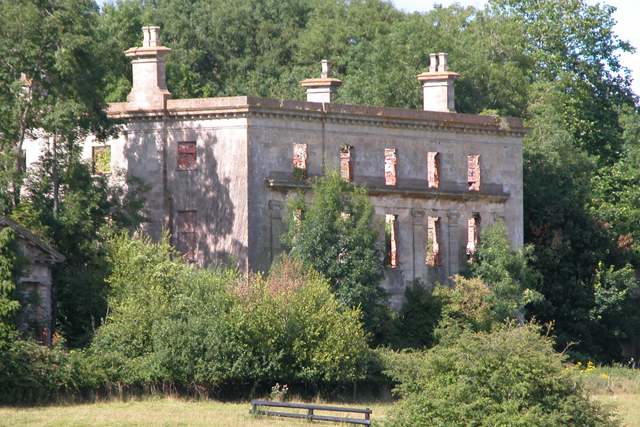
Piercefield House